# Anteon
Anteon is een geslacht van vliesvleugelige insecten van de familie Tangwespen (Dryinidae).

## Soorten
- A. abdulnouri Olmi, 1987
- A. arcuatum Kieffer, 1905
- A. brachycerum (Dalman, 1823)
- A. ephippiger (Dalman, 1818)
- A. exiguum (Haupt, 1941)
- A. faciale (Thomson, 1860)
- A. flavicorne (Dalman, 1818)
- A. fulviventre (Haliday, 1828)
- A. gaullei Kieffer, 1905
- A. infectum (Haliday, 1837)
- A. jurineanum Latreille, 1809
- A. pinetellum De Rond, 1998
- A. pubicorne (Dalman, 1818)
- A. reticulatum Kieffer, 1905
- A. scapulare (Haliday, 1837)
- A. tripartitum (Kieffer, 1905)